# Diamond Stars FC
Der Diamond Stars Football Club ist ein Fußballverein aus Koidu im westafrikanischen Sierra Leone. Der Verein spielt aktuell in der ersten Liga, der Sierra Leone Premier League.

## Geschichte
Der Verein erhielt den Namen Diamond Stars aufgrund der reichen Diamantenreserven im Distrikt Kono. Die Diamond Stars haben eine der größten Fangemeinden unter den sierra-leonischen Fußballvereinen. Ihre Anhänger kommen hauptsächlich aus dem Distrikt Kono. 2012 gewann der Verein seine erste Meisterschaft. 2013 wurde man erneut Meister.

## Erfolge
- Sierra-leonischer Meister: 2012, 2013
- Sierra-leonischer Pokalsieger: 1992, 2012

## Stadion
Der Verein trägt seine Heimspiele im Koidu Sports Stadium in Koidu aus. Die Sportstätte hat ein Fassungsvermögen von 2000 Personen.